# Matiloxis lilaceata
Matiloxis lilaceata là một loài bướm đêm trong họ Noctuidae.